# Chorebus obscurator
Chorebus obscurator är en stekelart som beskrevs av Jimenez och Tormos 1988. Chorebus obscurator ingår i släktet Chorebus och familjen bracksteklar. Inga underarter finns listade i Catalogue of Life.